# Šinski jezici
Šinski jezici (shina jezici), jedan od pet glavnih ogranaka dardskih jezika iz Indije, Afganistana i Pakistana. 
Predstavnici su: brokskat ili brokpa [bkk], 10.000 (Johnstone and Mandryk 2001), Jammu i Kashmir; phalura ili boyoli [phl], 10.000 (2006) u Pakistanu; savi ili sau [sdg], 3,000 u Afganistanu (1983); kohistanski shina ili palasi-kohistani [plk], 200,000 (1981 popis) u pakistanu; shina ili shinaki ili brokpa [scl], ukupno 321.000 u Pakistanu i Indiji; ushojo ili ushuji [ush], 500 (2007) u dolini Bishigram (Chail) u 12 sela; jezik domaaki [dmk] iz Gilgita se danas klasificira centralnoj podskupini indoarijskih jezika, a njime govore pripadnici naroda Bericho, ‘Dom’, ili ‘Doma’.

## Vanjske poveznice
- Ethnologue (14th)
- Ethnologue (15th)